# Umberto Bottazzini
Umberto Bottazzini (* 1947 in Viadana) ist ein italienischer  Mathematikhistoriker. Er ist Professor für Mathematikgeschichte und Grundlagen der Mathematik an der  Universität Mailand.
Bottazzini beschäftigte sich unter anderem mit der Entwicklung der Analysis im 19. Jahrhundert, speziell mit den Arbeiten von Bernhard Riemann, Augustin-Louis Cauchy (dessen Cours d’Analyse er neu herausgab mit Kommentar, erschienen in Bologna 1990) und Karl Weierstraß.
Bottazzini ist seit 1993 korrespondierendes Mitglied der Académie internationale d’histoire des sciences. 2002 war er Gastredner auf dem Internationalen Mathematikerkongress in Peking („Algebraic truths“ vs. „geometric fantasies“: Weierstrass´ response to Riemann). Er ist Fellow der American Mathematical Society.

## Schriften
- mit Jeremy Gray: Hidden Harmony – Geometric Fantasies. The rise of complex function theory. Springer, New York NY u. a. 2013, ISBN 978-1-4614-5724-4.
- als Herausgeber mit Amy Dalhan Dalmedico: Changing Images in Mathematics. From the French Revolution to the New Millennium (= Studies in the History of Science, Technology and Medicine. 13). Routledge, London u. a. 2001, ISBN 0-415-27118-5.
- mit Edoardo Boncinelli: La serva padrona. Fascino e potere della matematica (= Scienza e idee. 73). Cortina, Mailand 2000, ISBN 88-7078-651-X.
- Die Theorie der komplexen Funktionen 1780–1900. In: Hans Niels Jahnke (Hrsg.): Geschichte der Analysis. Spektrum – Akademischer Verlag, Heidelberg u. a. 1999, ISBN 3-8274-0392-8, S. 267–328.
- Il flauto di Hilbert. Storia della matematica moderna e contemporanea. Utet Libreria, Turin 1990, ISBN 88-7750-090-5 (Englisch: mit Elena Anne Marchisotto, Patrizia Miller: Hilberts Flute – the History of Modern Mathematics. Springer, Berlin u. a. 2000, ISBN 0-387-98695-2).
- Il calcolo sublime. Storia dell’analisi matematica da Euler a Weierstrass. Boringhieri, Turin 1981, (Englisch: The Higher Calculus. A History of Real and Complex Analysis from Euler to Weierstrass. Translated by Warren van Egmond. Springer, New York NY u. a. 1986, ISBN 0-387-96302-2).